# 한국사의 신분제도
한국사의 신분제도는 한국에서 생겨난 신분 제도를 말한다.

## 한국 신분제도의 역사

### 고대
한국사에서 신분제도 또는 계급제도는 고조선 시대부터 이미 나타났다. 고조선의 8조법에 따르면 도둑질을 한 자는 노비로 삼는다고 하였다. 이는 노비의 존재를 알게 해준다.

### 신라
골품제는 진성골과 1∼6두품으로 나눠 관등은 물론 결혼대상, 가옥의 규모, 생활용품의 종류와 수까지 제한했던 계층세습제다. 성골은 부모 모두 왕족, 진골은 왕족과 귀족 사이, 4∼6두품은 관직 진출이 가능한 지배층, 1~3두품은 평민이었다. 신분이 낮으면 실력에 상관없이 정·관계에 나가지 못하고 나가도 특정 직급 이상 승진할 수 없었다. 17개 관등 중 제1관등인 이벌찬에서 제5관등인 대아찬까지는 진골 차지였다. 6두품은 아무리 뛰어나도 제6관등인 아찬, 5두품은 제10관등인 대나마, 4두품은 제12관등인 대사가 고작이었다. 삼국통일 이후 6두품 이하에 특진 기회를 제공한다고 했으나 6두품 몫인 아찬의 단계를 구분, 4중 아찬까지 올라가게 했을 뿐 진골 몫인 대아찬 이상을 내주진 않았다. 개혁을 내걸었으되 진골 이상의 기득권은 그대로 둔 채 아랫쪽 파이만 나눈 셈이다. 신분 차별 또한 가옥의 방 크기는 물론 섬돌 계단을 1∼3단으로 규제할 만큼 철저했다. 개인의 노력과 성과를 무시한 골품제는 결국 진골끼리의 왕권 다툼과 6두품 이하의 반발을 일으켜 신라의 멸망을 재촉했다.

### 고려
고려의 신분은 5품 이상의 관리인 귀족과, 하위 지배층인 중인, 일반 평민과 천민으로 나뉜다. 일반 평민 중, 촌락으로 단위로한 차별이 존재했는데, 향·소·부곡이 그것이다. 향과 부곡은 농업을 담당했고, 소는 수공업 또는 광업을 담당했는데, 이들은 다른 일반 군현에 비해, 많은 조세를 부담해야했고, 과거의 응시에 일부 제한을 받았다.

### 조선

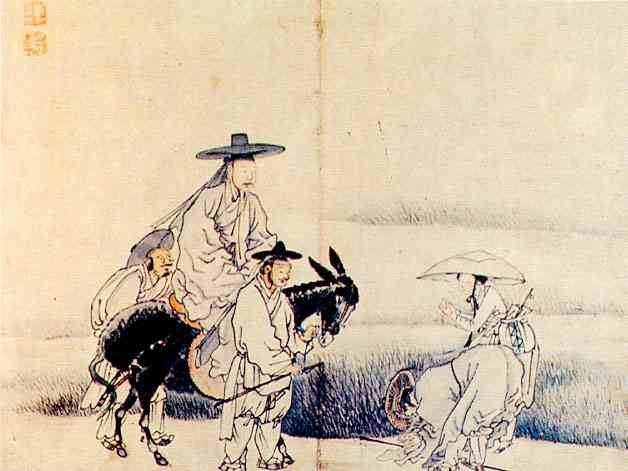
조선시대 신분제도를 보여주는 김득신의 반상도

조선의 신분제는 법적으로는 양천제였으나, 점점 반상제를 인정하는 분위기였다.

#### 양천제
조선의 법제적 신분제이다. 양인과 천인으로 나뉜다.

#### 반상제
조선의 사회적 신분제이다. 양반과 상민으로 나뉜다. 이것이 정착되면서, 문무반을 뜻하는 동서반의 관료적 의미가 퇴색하고, 신분적 의미로 변화되었다. 반상제도는 갑오개혁을 거쳐 법적으로 폐지되었고, 최종적인 해체는 일제 강점기를 거쳐 한국전쟁으로 신분제도의 기반이 붕괴하면서 이루어졌다. 동시에 동학농민운동, 형평운동 등 전근대적 신분제도를 개혁할 것을 주장했던 다양한 움직임이 신분제 해체에 실질적인 영향을 미쳤다.

## 통치자 및 왕자의 작위

### 황제
고려 광종 때부터 제(帝)라는 작위를 도입하였다. 이 작위는 몽골 제국의 점령과 함께 왕으로 강등된 후 없어졌다. 이후 대한 제국 20년 동안 다시 부활하였다.

### 왕
왕(王)은 고구려 기원전 37년부터 668년까지, 신라 500년부터 935년까지, 백제 기원전 18년부터 660년까지, 그리고 고려 1274년부터 1392년까지 사용된 작위의 이름이었다. 고려 초기 (918년~1274년)과 조선 왕조 동안 (1392년~1910년) '왕'이라는 호칭을 계속 사용하였다.
신라에서는 초기에 '마립간'이라는 칭호를 사용하기도 하였다. 이것은 한국 남부의 왕들이 칸이라는 호칭을 계속 '한' 또는 '간'등의 변형 형태를 통해 계속 유지했던 흔적이다.
왕들의 시호도 초기에는 '왕'(王)으로 불렀으나 (고려 때 잠시 동안 왕으로 불렀다.) 조선시대부터는 '조'(祖) 또는 '종'(宗)으로 부르기 시작했다.

### 대군
대군(大君)은 "중전, 즉 정궁에게서 태어난 왕자를 말한다. 대표적인 예로는 '충녕 대군→세종', '수양 대군→세조'가 있다. 후궁 소생인 군(君)과는 달리 탄생이 선포되면 '신생대군(新生大君)', '대군아기씨(大君阿只氏)'로 불린다. 봉작을 받으면 모대군(某大君, 예: 경원대군, 인평대군 등)으로 불린다.

### 군
군(君)은 "후궁에게서 태어난 왕자"를 말하며 왕자군(王子君)으로도 불린다. 조선 초기에는 제군으로도 불렸다. 정궁 소생인 대군(大君)과는 달리 6세 혹은 10세에 봉작을 받은 후에야 비로소 군(君)으로 불리며 봉작되기 전까지는 왕자나 왕자궁, 이름으로 불린다. 왕세자의 중자(차남 아래), 대군의 적장자와 적장손, 왕자군의 적장자에게도 군이 내려졌으며 대군과 왕자군이 사망하면 한 품씩 진봉되어 정3품 정(正)에 제수되었던 대군의 중자와 적장증손(嫡長曾孫), 왕자군의 적장손도 군이 된다. 왕세자의 아들과 적장손은 왕세자가 즉위하면 무품지계의 군이 된다. 폐립 당한 통치자도 군으로 일컫는데 광해군, 연산군이 '군'이라고 불리었다. 특별한 공을 세운 신하에게도 군호가 내려졌다.

### 귀족원
귀족원(貴族院)은 일본 제국의 의회와 일제강점기의 정치인이다.

## 같이 보기
- 양반
- 대한제국 황실